# روي بورنس (طبال)
روي بورنس (بالإنجليزية: Roy Burns)‏ هو طبال أمريكي، ولد في 30 نوفمبر 1935، وتوفي في 2 مايو 2018.

## وصلات خارجية
- روي بورنس على موقع ميوزك برينز (الإنجليزية)
- روي بورنس على موقع ديسكوغز (الإنجليزية)